# Турек (гмина)
Турек (пол. Turek) — сельская гмина (волость) в Польше, входит как административная единица в Турекский повет, Великопольское воеводство. Население — 7404 человека (на 2004 год).

## Соседние гмины
1. Гмина Брудзев
2. Гмина Добра
3. Гмина Кавенчин
4. Гмина Малянув
5. Гмина Пшикона
6. Гмина Тулишкув
7. Турек
8. Гмина Владыславув